# Tacchi

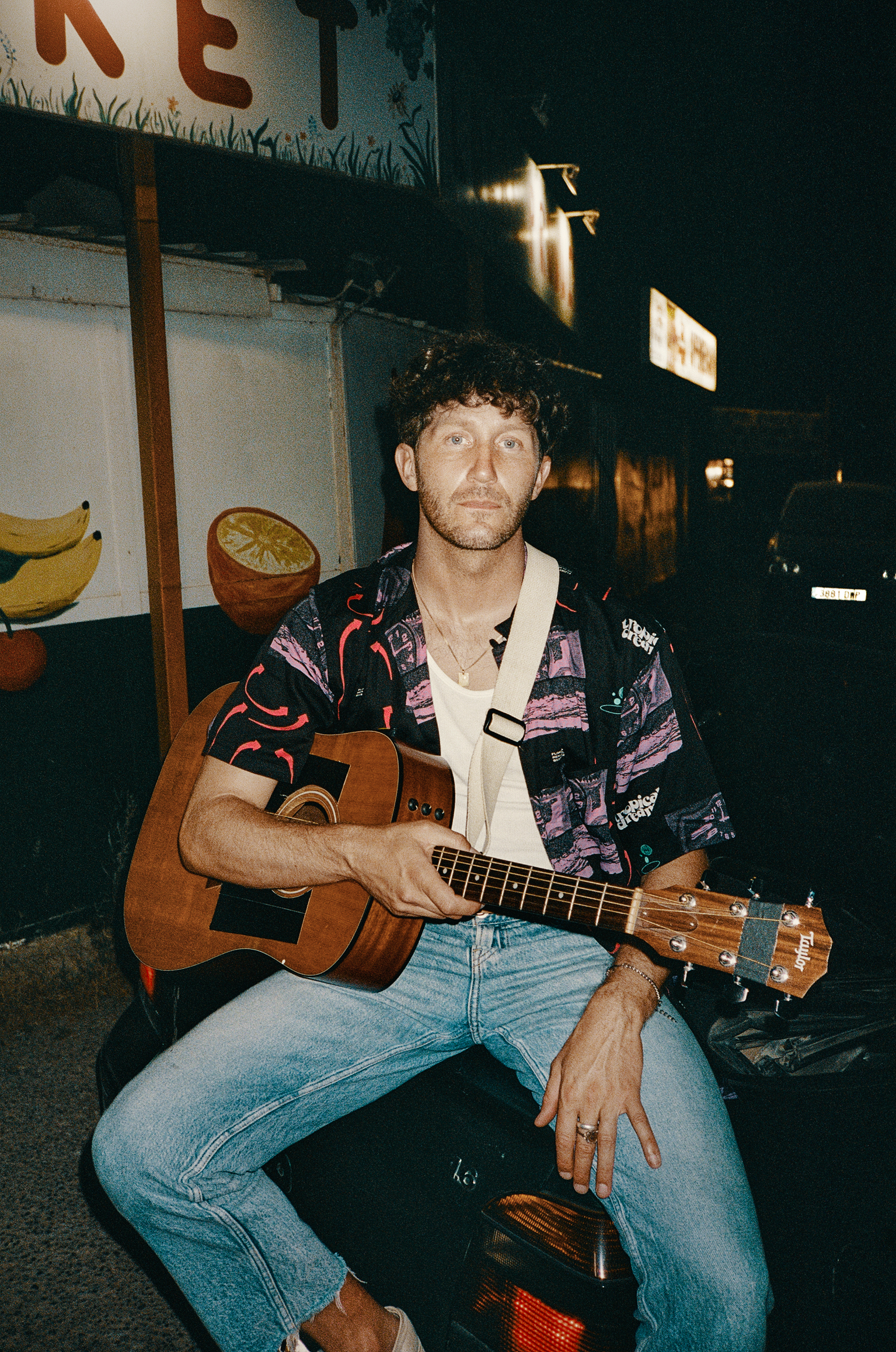
Tacchi

Tacchi (* 10. Januar 1985; bürgerlich Adrian Marc Kübler) ist ein Schweizer Musiker und Songwriter aus Zürich. 

## Leben
Tacchi ist aufgewachsen in Wallisellen. Die Kindheit und Jugend in der Agglomerationsgemeinde am Rande der Stadt Zürich wird in seinen Songs häufig thematisiert. Er nennt sich Tacchi nach dem Ledignamen seiner Grossmutter. In der ersten Klasse beginnt Tacchi mit Violine-Unterricht. Nach 10 Jahren tauscht er die Geige gegen die Gitarre des Vaters, die er auf dem Dachboden findet. Im Alter von 17 beginnt der Musiker, erste eigene Songs zu komponieren und gründet mit Schulfreunden eine Punkband. Heute lebt Tacchi in Zürich.

## Musik
Tacchi schreibt und singt Songs in Schweizer Mundart. Die Texte beschreiben auf unbeschwerte und bildhafte Weise alltägliche Situationen aus seinem Leben. 
Nach Veröffentlichung seiner Debüt-EP «Zimmer» (2019), produziert von Luca Burkhalter / Grizzly AG, streamte Tacchi im Rahmen einer gleichnamigen Kunstaktion während eines Jahres rund um die Uhr live und ohne Unterbruch aus seinem Zürcher Wohnzimmer.
2020 wurde der Song „Numeno“ von Schweizer Radio SRF3 zum Song des Tages auserkoren. Tacchi erhielt zum ersten Mal in der ganzen Deutschschweiz viel Airplay.
Während der Corona-Pandemie veröffentlichte Tacchi die Single „Schwerelos“ (2020). Im Videoclip dazu reitet er nachts auf einem Pferd durch die wie ausgestorben wirkende Zürcher Bahnhofstrasse.
Im Spätsommer 2022 brachte Tacchi das Remake seines Songs «Supermercato» raus. Mit diesem Song ist Tacchi das Aushängeschild der Imagekampagne des Reiseveranstalters Helvetic Tours.
Tacchis Songs werden vom Label Call of the Grizzly veröffentlicht. Der Sänger schreibt auch für andere Schweizer Künstlerinnen und Künstler und ist ausserdem Mitglied der Zürcher Band Baba Shrimps.

## Diskografie

### Alben
- 2019: Zimmer (EP)

### Singles
- 2020: Schwerelos
- 2021: Gondeli
- 2022: Supermercato
- 2022: Discman
- 2023: 1001 Nacht

## Auszeichnungen
SRF 3 "Song vom Tag": Numeno (2020)
SRF 3 "Song vom Tag": 1001 Nacht (2023)